# Paulogramma delna
Paulogramma delna är en fjärilsart som beskrevs av Hans Fruhstorfer 1916. Paulogramma delna ingår i släktet Paulogramma och familjen praktfjärilar. Inga underarter finns listade i Catalogue of Life.